# Dongshan (köping i Kina, Yunnan, lat 26,11, long 104,26)
Dongshan är en köping i Kina. Den ligger i provinsen Yunnan, i den sydvästra delen av landet, omkring 200 kilometer nordost om provinshuvudstaden Kunming.
Genomsnittlig årsnederbörd är 1 240 millimeter. Den regnigaste månaden är juni, med i genomsnitt 258 mm nederbörd, och den torraste är december, med 12 mm nederbörd.